# Бендицкий, Натан Семёнович
Натан Семёнович Бендицкий (30 августа 1948 — 24 февраля 2014) — российский пианист и музыкальный педагог. Профессор Саратовской государственной консерватории им. Л. В. Собинова, заслуженный артист Российской Федерации (1999).

## Биография
После окончания Саратовского музыкального училища, в 1966 году, поступил в Саратовскую государственную консерваторию имени Л. В. Собинова, в класс своего отца — профессора С. С. Бендицкого.
Будучи студентом консерватории, был удостоен звания Дипломанта Всероссийского конкурса музыкантов-исполнителей (Москва, 1969 год).
В 1974 году окончил ассистентуру-стажировку Саратовской государственной консерватории. На кафедре специального фортепиано работал с 1970 года.
Класс Н. С. Бендицкого закончили свыше 80 человек, которые работают в России и других странах. Постоянно проводил мастер-классы в различных музыкальных учебных заведениях.
Был сопредседателем жюри международного конкурса «Созвездие талантов-2011».

## Семья
- Отец — Семён Соломонович Бендицкий, пианист и педагог.
- Мать — Сенокосова, Октябрина Михайловна, пианистка и музыкальный педагог.
- Братья:
  - Александр Семёнович (род. 1932) — композитор,
  - Игорь Семёнович (1941—2011) — музыкальный педагог, профессор Ростовской консерватории.
- Сестра: Бендицкая (Рыкель), Анна Семёновна (1953—2012) — музыкальный педагог.

## Награды и звания
- 22 ноября 1999 года присвоено почётное звание Заслуженный артист России.
- В 2002 году присвоено учёное звание профессора.